# Kenan Pirić
Kenan Pirić, bosanski nogometaš, * 7. julij 1994, Tuzla, Bosna in Hercegovina.
Najprej je igral za OFK Gradina. Nato je prestopil v Gent, kjer ni dočakal igranja za prvo ekipo. Iz Genta je prestopil k Slobodi Tuzli od tam pa k Zrinjskem iz Mostarja. Tam je dočakal svoj trenutek in z odličnimi obrambami prišel v člansko reprezentanco Bosne. Poleti 2018 pa je prestopil v NK Maribor, v letih 2024 in 2025 je branil za turški Antalyaspor, od leta 2025 pa za azerbajdžanski Neftçi.